# Georgina (prénom)
Pour les articles homonymes, voir Georgina.
Georgina est un prénom féminin et un diminutif de Georgia (en), la forme féminine de Georges.

## Origine et variantes
- en breton : Georgina
- en allemand : Georgina
- en anglais : Georgina, Georgiana (en), Georgianna
- en danois : Jørgine
- en espagnol : Georgina ?
- en français : Georgiane ?
- en hongrois : Györgyi
- en italien : Giorgina ?, Gina
- en polonais : Georgina
- en portugais : Georgina ?
- en tchèque : Jiřina

## Personnalités portant ce prénom
Il peut s'agir par exemple de :
- Georgina de Albuquerque (1885-1962), peintre brésilienne
- Georgina Andrews (date de naissance inconnue), actrice australienne, qui joue entre autres le rôle de Heather Pryor dans la série Les Voisins.
- Georgina Archer (1827-1882), enseignante écossaise, fondatrice d'une école pour femmes à Berlin
- Georgina Bako est le vrai nom de Gina B. (née en 1978), une actrice hongroise de films pornographiques.
- Géorgina Bélanger était le vrai nom de Gaëtane de Montreuil (1867 - 1951), une journaliste et une écrivaine canadienne (québécoise).
- Georgina Bardach, nageuse argentine.
- Georgina Beyer (née George Bertrand en 1957), une Néo-Zélandaise qui est la première personne trans au monde à être élue députée.
- Georgina Bouzova, une actrice anglaise de télévision.
- Georgina Cates,
- Georgina Chang,
- Georgina Chapman,
- Georgina Downs,
- Georgina Dufoix (née Georgina Nègre en 1943) est une femme politique française.
- Georgina Evers-Swindell,
- Georgina Charlotte Gascoyne-Cecil, Marquise de Salisbury (1827-1899), épouse de Robert Arthur Talbot Gascoyne-Cecil, mère (entre autres) du vicomte Cecil de Chelwood
- Georgina Hagen,
- Georgina Hale,
- Georgina Harland,
- Georgina Hogarth,
- Georgina Lázaro,
- Georgina Leonidas,
- Georgina Lewis,
- Georgina Mace,
- Georgina McGuinness,
- Georgina Mellor,
- Georgina Moffat,
- Georgina Mollo,
- Georgina Papavasiliou,
- Georgina Pope,
- Georgina Póta, pongiste hongroise
- Georgina Rizk (جورجينا رزق) est la première Miss Liban à avoir reçu le titre de Miss Univers en 1971. Elle est la veuve de Ali Hassan Salameh, un militant palestinien qui a participé à septembre noir, et qui a été assassiné par le Mossad en 1979.
- Georgina Rodriguez (née en 1994), mannequin et femme d’affaires argentine.
- Georgina Rylance (née en 1979), une actrice anglaise qui jouait le rôle de Marion Waldo dans la série télévisée Dinotopia.
- Georgina Sherrington (née en 1985), une actrice anglaise ayant incarné Mildred Hubble dans la série pour enfants Amandine Malabul (1998–2001) et sa série dérivée Weirdsister College.
- Georgina Spelvin (née Michelle Graham en 1936), est une actrice de films pornographiques américaine.
- Georgina Starr (née en 1968), artiste anglaise, membre des Young British Artists
- Georgina Ann Stirling (1866–1935), soprano canadienne, première personne originaire de Terre-Neuve à devenir chanteuse d'opéra, appelé par son nom de scène Marie Toulinquet. On la surnommait « The Nightingale of the North » (« le rossignol du Nord »).
- Georgina Sowerby (date de naissance inconnue), ancienne actrice, réalisatrice et présentatrice de radio britannique
- Georgina Sweet (1875–1946), zoologiste australienne et militante pour les droits des femmes
- L'honorable Georgina Manunui Te Heuheu (née en 1943), est une députée et ministre māori du Parti national de Nouvelle-Zélande.
- Georgina Carolina Verbaan (née en 1979), actrice et chanteuse néerlandaise. Primée aux Pays-Bas pour son rôle de Hedwig Harmsen dans Goede tijden, slechte tijden.
- Georgina Walker (née en 1984), actrice anglaise, lauréate du British Comedy Awards
- Georgina Ward, comtesse de Dudley (1846-1929), mère de William Ward.
- Georgina Wheatcroft (née en 1965), curleuse canadienne
- Georgina Willis (date de naissance inconnue), une réalisatrice australienne vivant à Londres. Son premier film, Watermark (2003), a été le premier film indépendant à être inclus dans le Festival de Cannes.
- Georgina Theodora Wood (née en 1947), la première femme présidente de la Cour suprême du Ghana.
- Jiřina Bohdalová (née en 1931), actrice tchèque, lauréate du Lion tchèque
- Jiřina Hauková (1919–2005), poétesse et traductrice tchèque
- Jiřina Šejbalová (1905-1981), actrice tchèque

## Personnages de fiction
- Georgiana Darcy est un personnage du roman Orgueil et Préjugés de Jane Austen.
- Georgina Jones (en),
- Dans Le Club des Cinq, Claudine « Claude » Dorsel (Georgina « George » Kirrin), ne répond que si on l'appelle « Claude » car elle n'aime pas son prénom qu'elle trouve trop « fille. ».
- Georgina Sparks est un personnage de la série littéraire Gossip Girl également présente dans la série télévisée américaine homonyme.